# Incidentalom
Incidentalom nebo incidentom je označení pro náhodně nalezený nádor (angl. incidental tumor) zejm. při sekci, který neměl klinické příznaky. Asi u 7 % vyšetřovaných pacientů starších 60 let se takový nádor najde a s rozšířením vyšetření CT se očekává, že jich výrazně přibude. Poměrně časté jsou v nadledvinách a hypofýze.